# Elecciones locales del Distrito Federal de México de 2003
Las Elecciones del Distrito Federal de 2003 se llevaron a cabo el domingo 6 de julio de 2003, simultáneamente con las elecciones federales, y en ellas fueron renovados los titulares de los siguientes cargos de elección popular del Distrito Federal:
- 16 Jefes Delegacionales. Titulares de cada una de las Delegaciones Políticas, equivalentes a los Municipios en el Distrito Federal.

- 66 diputados de la Asamblea Legislativa. 40 elegidos por Mayoría Relativa en cada uno de los Distritos Electorales Locales y 26 electos por el principio de Representación Proporcional mediante sistema de listas.

## Resultados electorales
Once partidos políticos con registro en el Distrito Federal participaron en la elección, ocho de ellos agrupados en once candidaturas comunes diferentes (variando la Delegación), los resultados que obtuvieron fueron los siguientes:

### Diputados

Resultados por distrito local.

| Partido/Alianza | Partido/Alianza                      | Mayoría | Proporcional | Total |
| --------------- | ------------------------------------ | ------- | ------------ | ----- |
|                 | Partido Acción Nacional              | 3       | 13           | 16    |
|                 | Partido Revolucionario Institucional | 0       | 7            | 7     |
|                 | Partido de la Revolución Democrática | 37      | 0            | 37    |
|                 | Partido del Trabajo                  | 0       | 0            | 0     |
|                 | Partido Verde Ecologista de México   | 0       | 5            | 5     |
|                 | Convergencia                         | 0       | 0            | 0     |
|                 | Fuerza Ciudadana                     | 0       | 0            | 0     |
|                 | México Posible                       | 0       | 1            | 1     |
|                 | Partido Alianza Social               | 0       | 0            | 0     |
|                 | Partido de la Sociedad Nacionalista  | 0       | 0            | 0     |
|                 | Partido Liberal Mexicano             | 0       | 0            | 0     |
| Total           |                                      | 40      | 26           | 66    |
| Fuente: IEDF.   |                                      |         |              |       |

#### Diputados Electos por el principio de Mayoría Relativa
| Distrito      | Nombre                                  | Partido |
| I             | Andrés Lozano Lozano                    |         |
| II            | María Elena Torres Baltazar             |         |
| III           | Valentín Eduardo Malpica Rodríguez      |         |
| IV            | Elio Ramón Bejarano Martínez            |         |
| V             | Rigoberto Fidencio Nieto López          |         |
| VI            | Francisco Chíguil Figueroa              |         |
| VII           | Alberto Trejo Villafuerte               |         |
| VIII          | Julio Escamilla Salinas                 |         |
| IX            | Roberto Carlos Reyes Gámiz              |         |
| X             | Emilio Fernández Allende                |         |
| XI            | María Alejandra Barrales Magdaleno      |         |
| XII           | Julio César Moreno Rivera               |         |
| XIII          | Guadalupe Ocampo Olvera                 |         |
| XIV           | Gabriela Cuevas Barrón                  |         |
| XV            | Pablo Trejo Pérez                       |         |
| XVI           | Rodolfo Francisco Covarruvias Gutiérrez |         |
| XVII          | José Benjamín Muciño Pérez              |         |
| XVIII         | Silvia Lorena Villavicencio Ayala       |         |
| XIX           | Alfredo Hernández Raigosa               |         |
| XX            | Mariana Gómez del Campo Gurza           |         |
| XXI           | María Araceli Vázquez Camacho           |         |
| XXII          | Alfredo Carrasco Baza                   |         |
| XXIII         | Silvia Oliva Fragoso                    |         |
| XXIV          | Efraín Morales Sánchez                  |         |
| XXV           | Rafael Hernández Nava                   |         |
| XXVI          | Víctor Gabriel Varela López             |         |
| XXVII         | María de Lourdes Rojo e Incháustegui    |         |
| XXVIII        | Lourdes Alonso Flores                   |         |
| XXIX          | Aleida Alavez Ruiz                      |         |
| XXX           | Gerardo Villanueva Albarrán             |         |
| XXXI          | René Juvenal Bejarano Martínez          |         |
| XXXII         | José Guadalupe Jiménez Magaña           |         |
| XXXIII        | Héctor Guijosa Mora                     |         |
| XXXIV         | María Guadalupe Chavira de la Rosa      |         |
| XXXV          | Juventino Rodríguez Ramos               |         |
| XXXVI         | Miguel Ángel Solares Chávez             |         |
| XXXVII        | Higinio Chávez García                   |         |
| XXXVIII       | Maricela Contreras Julián               |         |
| XXXIX         | Juan Manuel González Maltos             |         |
| XL            | Rodrigo Chávez Contreras                |         |
| Fuente: IEDF. |                                         |         |

#### Diputados Electos por el principio de Representación Proporcional
| Nombre                                    | Partido |
| Jorge Alberto Lara Rivera                 |         |
| José Espina von Roehrich                  |         |
| Obdulio Ávila Mayo                        |         |
| Irma Islas León                           |         |
| María Gabriela González Martínez          |         |
| Carlos Alberto Flores Gutiérrez           |         |
| Christian Martín Lujano Nicolás           |         |
| Juan Antonio Arévalo López                |         |
| José de Jesús López Sandoval              |         |
| María Teresita de Jesús Aguilar Marmolejo |         |
| José María Rivera Cabello                 |         |
| Sofía Figueroa Torres                     |         |
| Mónica Leticia Serrano Peña               |         |
| Manuel Jiménez Guzmán                     |         |
| Claudia Esqueda Llanes                    |         |
| José Medel Ibarra                         |         |
| Héctor Mauricio López Velázquez           |         |
| Norma Gutiérrez de la Torre               |         |
| Jaime Aguilar Álvarez y Mazarrasa         |         |
| Jorge García Rodríguez                    |         |
| Bernardo de la Garza Herrera              |         |
| Francisco de Paula Agundis Arias          |         |
| José Antonio Arévalo González             |         |
| Arturo Escobar y Vega                     |         |
| Sara Guadalupe Figueroa Canedo            |         |
| Martha Teresa Delgado Peralta             |         |
| Fuente: IEDF.                             |         |

### Jefes Delegacionales

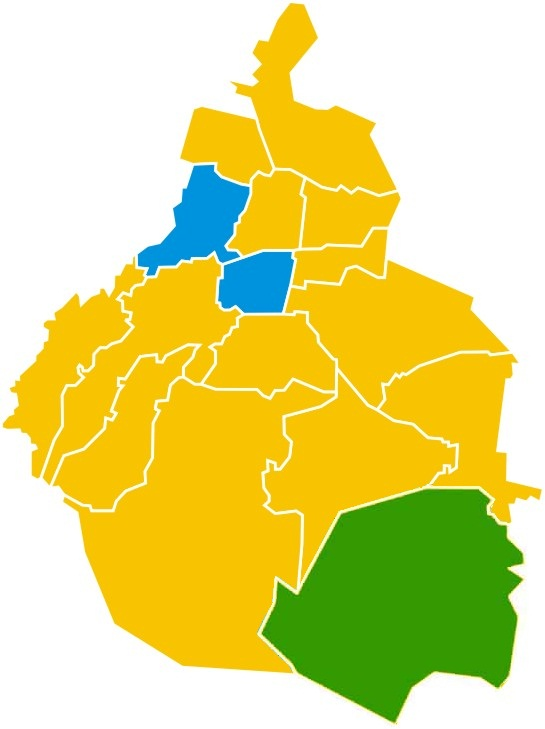
Azul: Delegaciones ganadas por el PAN.
Amarillo: Delegaciones ganadas por el PRD.
Verde: Delegaciones ganadas por el PRI

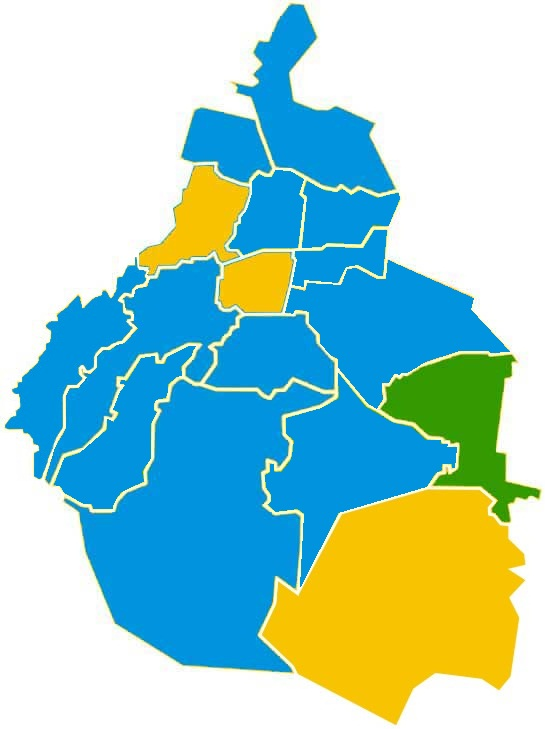
Azul: Delegaciones donde el PAN terminó en segundo lugar
Amarillo: Delegaciones donde el PRD terminó en segundo lugar
Verde: Delegaciones donde el PRI terminó en segundo lugar

|               | Partido Acción Nacional              | 2  |
|               | Partido Revolucionario Institucional | 1  |
|               | Partido de la Revolución Democrática | 13 |
|               | Partido del Trabajo                  | 0  |
|               | Convergencia                         | 0  |
|               | Partido Verde Ecologista de México   | 0  |
|               | Fuerza Ciudadana                     | 0  |
|               | México Posible                       | 0  |
|               | Partido Alianza Social               | 0  |
|               | Partido de la Sociedad Nacionalista  | 0  |
|               | Partido Liberal Mexicano             | 0  |
| Fuente: IEDF. |                                      |    |

#### Delegación Álvaro Obregón
|  | 27.14 % |

|  | 20.65 % |

|  | 44.46 % |

|  | 1.12 % |

|  | 1.72 % |

|  | 0.47 % |

|  | 0.25 % |

|  | 0.40 % |

|  | 0.89 % |

|  | 2.9 % |

|  | 100.00 % |

#### Delegación Azcapotzalco
|  | 31.65 % |

|  | 10.49 % |

|  | 41.34 % |

|  | 2.62 % |

|  | 7.47 % |

|  | 1.02 % |

|  | 0.57 % |

|  | 0.29 % |

|  | 1.41 % |

|  | 0.62 % |

|  | 2.52 % |

|  | 100.00 % |

#### Delegación Benito Juárez
|  | 40.74 % |

|  | 9.06 % |

|  | 33.03 % |

|  | 0.51 % |

|  | 5.21 % |

|  | 0.65 % |

|  | 7.13 % |

|  | 0.21 % |

|  | 0.28 % |

|  | 0.33 % |

|  | 0.85 % |

|  | 2.00 % |

|  | 100.00 % |

#### Delegación Coyoacán
|  | 25.37 % |

|  | 11.76 % |

|  | 45.46 % |

|  | 1.71 % |

|  | 1.38 % |

|  | 6.36 % |

|  | 2.66 % |

|  | 0.29 % |

|  | 0.25 % |

|  | 1.29 % |

|  | 0.92 % |

|  | 2.55 % |

|  | 100.00 % |

#### Delegación Cuajimalpa
|  | 30.86 % |

|  | 15.95 % |

|  | 40.79 % |

|  | 2.03 % |

|  | 1.24 % |

|  | 0.41 % |

|  | 3.81 % |

|  | 0.23 % |

|  | 0.99 % |

|  | 0.86 % |

|  | 2.83 % |

|  | 100.00 % |

#### Delegación Cuauhtémoc
|  | 20.42 % |

|  | 16.81 % |

|  | 53.28 % |

|  | 0.68 % |

|  | 2.19 % |

|  | 2.44 % |

|  | 0.26 % |

|  | 0.46 % |

|  | 0.85 % |

|  | 2.61 % |

|  | 100.00 % |

#### Delegación Gustavo A. Madero
|  | 24.06 % |

|  | 10.72 % |

|  | 47.61 % |

|  | 10.89 % |

|  | 0.77 % |

|  | 1.08 % |

|  | 0.88 % |

|  | 0.27 % |

|  | 0.33 % |

|  | 0.71 % |

|  | 2.68 % |

|  | 100.00 % |

#### Delegación Iztacalco
|  | 19.68 % |

|  | 10.87 % |

|  | 51.31 % |

|  | 3.35 % |

|  | 7.56 % |

|  | 1.17 % |

|  | 1.71 % |

|  | 0.32 % |

|  | 0.39 % |

|  | 0.83 % |

|  | 2.81 % |

|  | 100.00 % |

#### Delegación Iztapalapa
|  | 17.37 % |

|  | 17.06 % |

|  | 55.79 % |

|  | 1.29 % |

|  | 1.29 % |

|  | 1.62 % |

|  | 0.60 % |

|  | 0.34 % |

|  | 0.34 % |

|  | 0.41 % |

|  | 0.84 % |

|  | 3.05 % |

|  | 100.00 % |

#### Delegación La Magdalena Contreras
|  | 22.65 % |

|  | 10.22 % |

|  | 42.47 % |

|  | 3.46 % |

|  | 4.61 % |

|  | 8.30 % |

|  | 0.85 % |

|  | 2.38 % |

|  | 0.37 % |

|  | 0.49 % |

|  | 0.90 % |

|  | 3.30 % |

|  | 100.00 % |

#### Delegación Miguel Hidalgo
|  | 39.05 % |

|  | 11.13 % |

|  | 38.03 % |

|  | 0.42 % |

|  | 1.26 % |

|  | 5.36 % |

|  | 1.15 % |

|  | 0.21 % |

|  | 0.20 % |

|  | 0.32 % |

|  | 0.56 % |

|  | 2.31 % |

|  | 100.00 % |

#### Delegación Milpa Alta
|  | 35.68 % |

|  | 34.42 % |

|  | 11.53 % |

|  | 7.71 % |

|  | 2.37 % |

|  | 2.00 % |

|  | 0.91 % |

|  | 0.50 % |

|  | 0.49 % |

|  | 0.22 % |

|  | 0.90 % |

|  | 96.73 % |

|  | 3.27 % |

#### Delegación Tláhuac
|  | 49.17 % |

|  | 17.21 % |

|  | 14.04 % |

|  | 6.05 % |

|  | 4.37 % |

|  | 2.26 % |

|  | 1.28 % |

|  | 1.20 % |

|  | 0.53 % |

|  | 2.82 % |

#### Delegación Tlalpan
|  | 43.93 % |

|  | 28.60 % |

|  | 10.84 % |

|  | 7.40 % |

|  | 3.20 % |

|  | 1.90 % |

|  | 0.38 % |

|  | 0.23 % |

|  | 2.65 % |

#### Delegación Venustiano Carranza
|  | 46.61 % |

|  | 23.96 % |

|  | 12.77 % |

|  | 7.48 % |

|  | 1.45 % |

|  | 1.67 % |

|  | 0.98 % |

|  | 0.68 % |

|  | 0.56 % |

|  | 0.43 % |

|  | 0.24 % |

|  | 2.79 % |

#### Delegación Xochimilco
|  | 45.98 % |

|  | 21.21 % |

|  | 13.24 % |

|  | 7.56 % |

|  | 2.29 % |

|  | 1.58 % |

|  | 1.49 % |

|  | 1.33 % |

|  | 1.16 % |

|  | 0.61 % |

|  | 0.48 % |

|  | 3.07 % |